# Puy de Peyre-Arse
De Puy de Peyre-Arse is een van de hoogste bergen in het Cantalgebergte in het Centraal Massief. De top bevindt zich op een hoogte van 1806 meter in het departement Cantal. De berg heeft een vulkanische oorsprong.